# Stereodon stissophyllus
Stereodon stissophyllus là một loài Rêu trong họ Hypnaceae. Loài này được (Hampe & Müll. Hal.) Mitt. mô tả khoa học đầu tiên năm 1859.